# Cudrania spinosa
Cudrania spinosa är en mullbärsväxtart som beskrevs av Sijfert Hendrik Koorders. Cudrania spinosa ingår i släktet Cudrania och familjen mullbärsväxter. Inga underarter finns listade i Catalogue of Life.